# Reszki (wieś w województwie warmińsko-mazurskim)
Reszki (niem. Röschken) – wieś w Polsce, położona w województwie warmińsko-mazurskim, w powiecie ostródzkim, w gminie Ostróda. Siedziba sołectwa Reszki.
W latach 1975–1998 wieś położona była w województwie olsztyńskim.
We wsi znajduje się jednostka Ochotniczej Straży Pożarnej.

## Integralne części wsi
| SIMC    | Nazwa    | Rodzaj     |
| ------- | -------- | ---------- |
| 0485291 | Ciemniak | przysiółek |

## Historia
Wieś lokowana w 1347 roku, kiedy to wielki mistrz Henryk Tusmer nadał Mikołajowi z Reszek i jego rodzeństwu 124 włók na prawie chełmińskim, patronat nad kościołem, prawo do połowu ryb w rzece Drwęcy oraz prawo wypasu bydła w okolicznej puszczy, z zobowiązaniem do dwóch służb w lekkiej zbroi konno. W 1468 r. mistrz Reuss von Plauen nadał wieś Reszki Węgrowi Pankracemu Entczebeckowi w zastaw za 220 guldenów węgierskich. W 1528 r. Jan z Bałcyn zwany Sperlingiem oddał w dzierżawę pod zastaw Quirynowi von Schlickowi. W tym czasie majątek był mocno zniszczony i zaniedbany. Sołtys Zemorowski posiadał 6 włók i miał pozostałe 54 włoki zagospodarować i obsadzić nowymi osadnikami (najprawdopodobniej z Mazowsza). Trzy lata później majątek ziemski i wieś były już obsadzone. W 1621 r. we wsi mieszkali sami Polacy. Tutejsza szlachta, a w szczególności Finckowie, nakładali nowe obciążenia na chłopów, chcąc zmusić ich do opuszczenia ziemi. Na przykład Ernest Finck zażądał odszkodowania od chłopów za niewykarczowanie całego lasu przeznaczonego na osadnictwo i za nieukończenie zabudowy. 25 chłopów z Reszek odrabiało szarwark w Gierłoży. W XVII w. duże zniszczenia przyniosły wojny. Po pierwszej wojnie szwedzkiej szwedzkiej  w 1633 r.
tylko dwa gospodarstwa były obsadzone, 26 gospodarstw (po dwie włoki) leżało odłogiem. W 1625 wybuchła zaraza i liczba ludności zmalała.
W 1714 r. we wsi był sołtys (Nagoszewski), karczmarz i sześciu chłopów dwuwłókowych. 40 włók leżało odłogiem. W 1751 r. sołtysem był Andrzej Abramowski. Założył we wsi sady i rozwinął pszczelarstwo. W 1776 r. we wsi było 31 domów, zamieszkanych przez 236 osób. W 1861 r. wieś obejmowała 4319 mórg ziemi rolnej i zamieszkane były przez 491 ludzi, w tym 35 katolików.
W 1886 r. we wsi powstała biblioteka polska Towarzystwa Czytelni Ludowych, założona przez Michała Licznerskiego. W 1925 r. we wsi mieszkały 572 osoby. W 1939 roku w Reszkach było 496 mieszkańców.

## Ludzie związani z miejscowością
- Michał Licznerski – założył polską bibliotekę Towarzystwa Czytelni Ludowych
- Walenty Habant, urodził się w Reszkach, wspólnie z Piotrem Rogozińskim brał udział w przygotowaniach w powiecie lubawskim do plebiscytu w 1920 roku.